# No Greater Sorrow
No Greater Sorrow è un singolo dei Draconian, gruppo musicale svedese Doom/Gothic metal.
Il brano, edito online nel 2008 poco dopo l'uscita dell'album Turning Season Within, è acquistabile esclusivamente tramite download attraverso i principali siti di vendita di musica on line.